# ヴォーアル空港
ヴォーアル空港（ヴォーアルくうこう、フェロー語: Vága Floghavn、デンマーク語: Vágar Lufthavn、英語: Vagar Airport）は、フェロー諸島にある空港である。

## 位置
ヴォーアル空港は、フェロー諸島の首都、トースハウンのあるストレイモイ島の西に位置するヴォーアル島にある。この空港は周囲を山に囲まれ、乱気流や霧の発生しやすい気象条件に加え、滑走路が短いこともあり、着陸が難しい空港として知られている。隣接する湖には、かつて水上機が発着していた。
2002年には、ヴォーアル島とストレイモイ島の間に海底トンネルであるヴォーアルトンネルが開通し、空港はトースハウンと道路で結ばれるようになった。

## 施設

### 飛行場施設
全長1,799mの滑走路1本を有する。滑走路長の問題から就航機種には制約があったが、2010年から滑走路延長工事が開始され、1,799mに延長された。
- 滑走路: 全長1,799m × 幅30m 1本
- 駐機場: 4機分（固定翼機）

### 旅客ターミナル
面積2363m2。1980年代に建設された。
2010年に空港運営会社のCIが変更され、ターミナル正面には空港のIATAコードである"FAE"をあしらった看板が設置された（写真）。

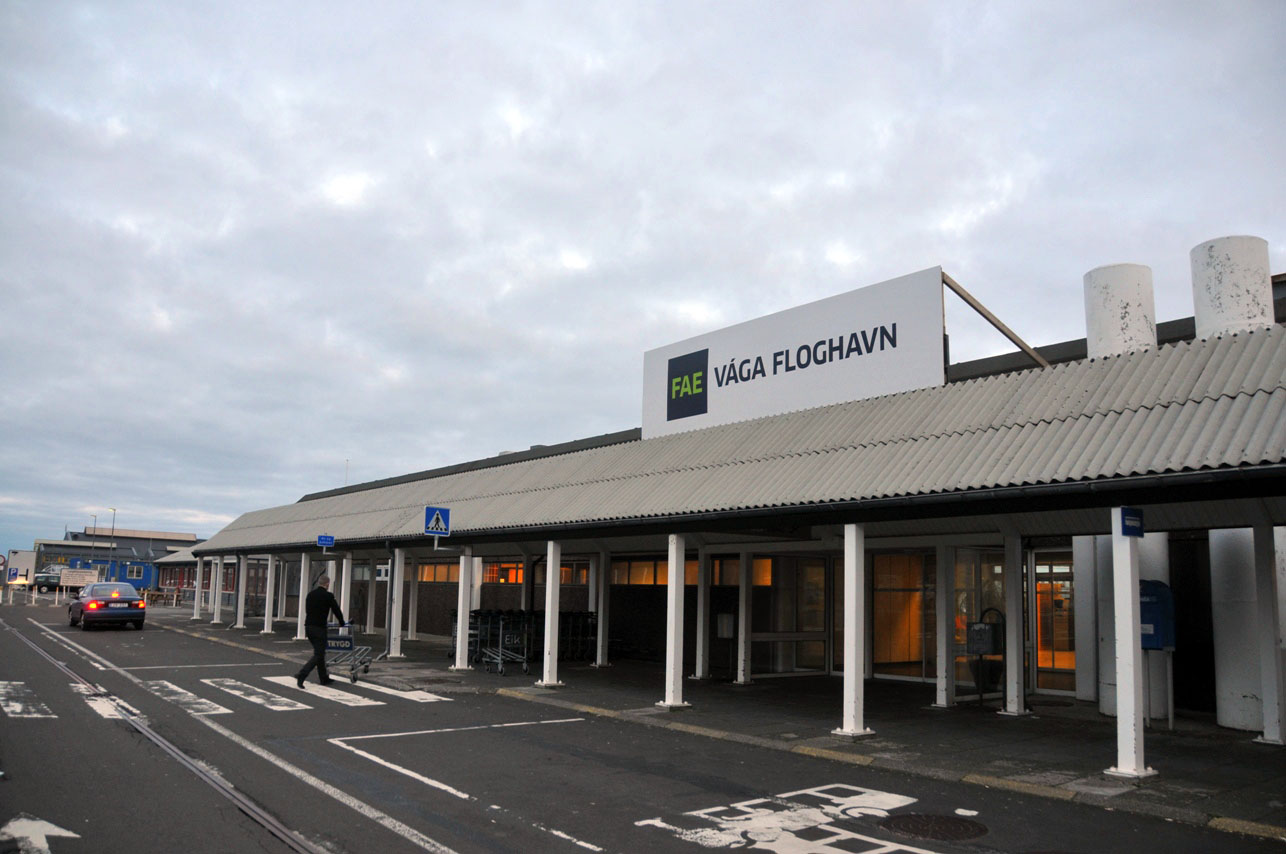
ターミナル外観（改修前）
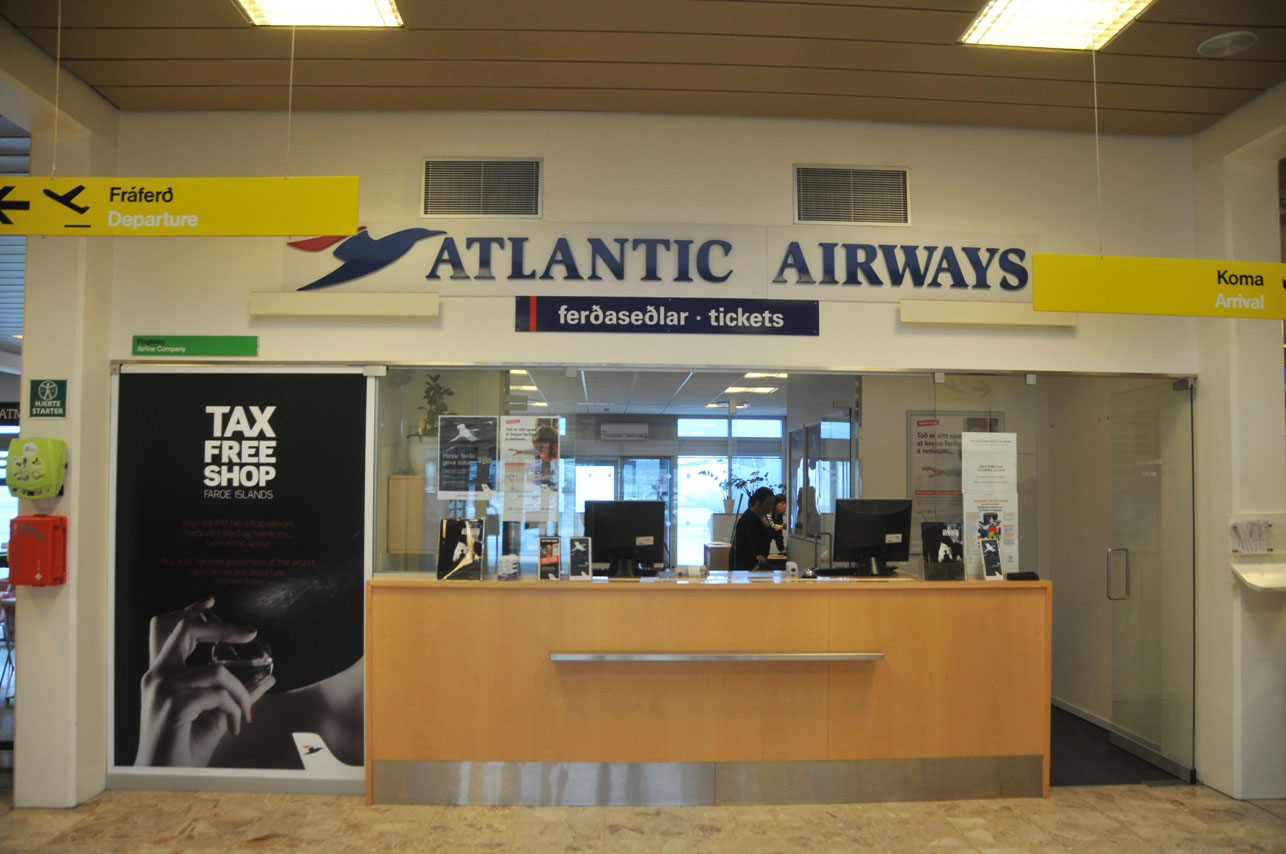
カウンター

## 歴史

### イギリス軍基地の建設

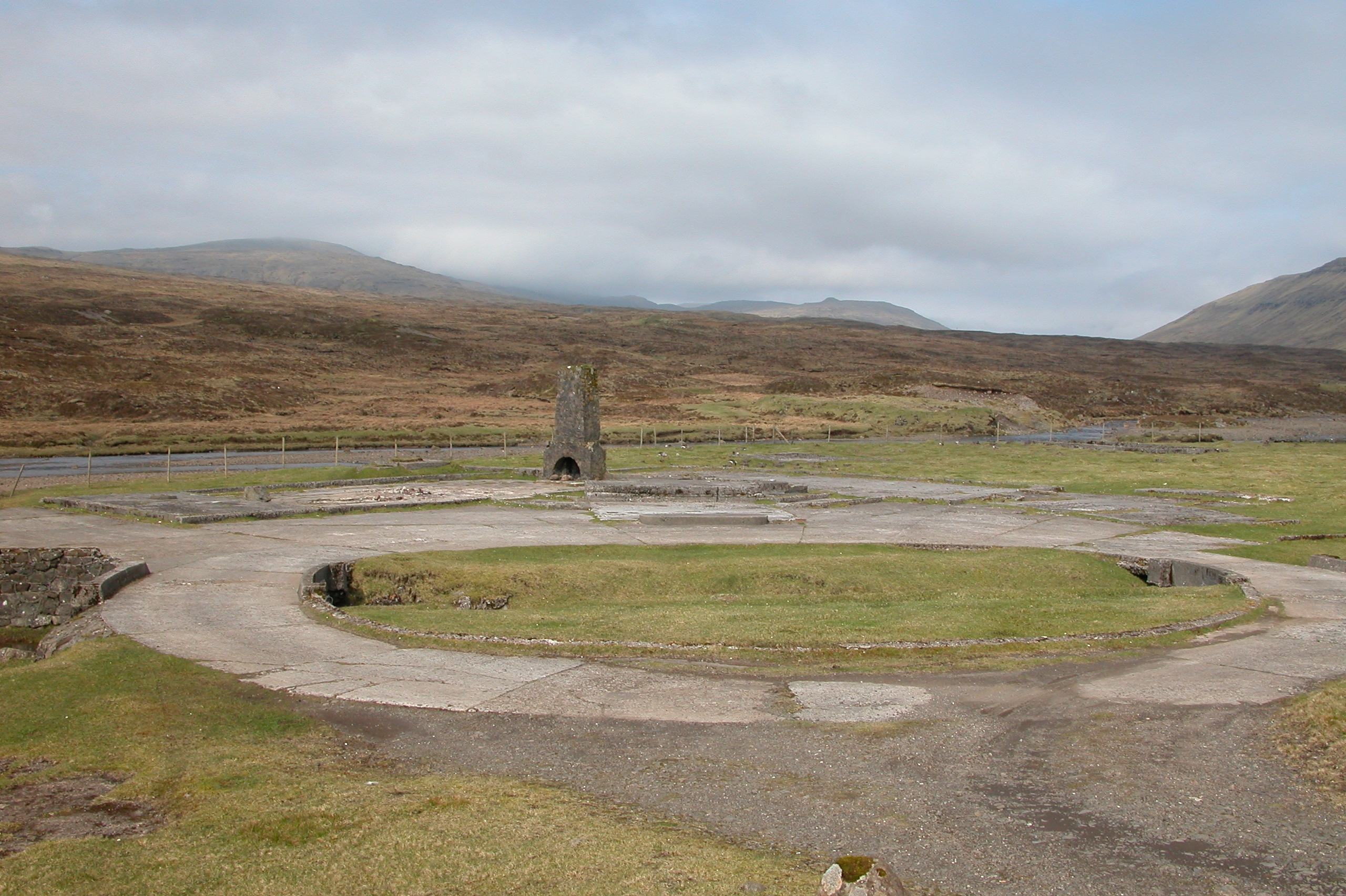
空港近くにあるイギリス軍の兵舎跡

ヴォーアル空港は、第二次世界大戦のため1940年からフェロー諸島を占領していたイギリス軍により、1942年から1943年にかけて、軍の航空基地として建設された。現在の位置は、平坦で、良好な進入路が確保できることに加え、ドイツ軍の接近を警戒し、海上から見えにくい場所であることから選ばれた。また湖が隣接しており、水上機との連携が可能であることも考慮された。1942年8月、最初の飛行機が着陸した。当初は交差する形で2本の滑走路を設ける予定であったが、北大西洋の戦略的状況の変化に伴い、1943年にこの案は放棄された。戦争が終結するとイギリス軍は撤退し、施設はデンマーク当局に引き継がれた。

### 民間航空の開始

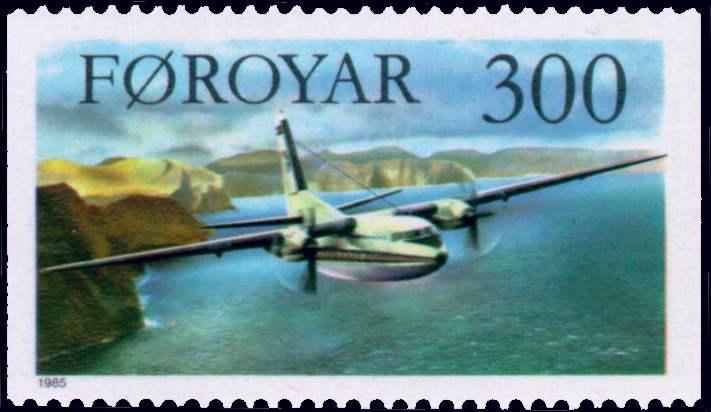
アイスランド航空機を描いた切手

戦後は1946年に短期間、旅客機が運航されたことはあったものの、その後は飛行場は使用されていなかった。1950年代にはアイスランド航空やロフトレイディル・アイスランディック航空といったアイスランドの航空会社が、この飛行場を利用した路線の開設を構想していたが、デンマーク当局は民間機の離着陸は困難であるとして許可を出さなかった。フェロー諸島への航空交通を確保するため、サンドイ島に新たに空港を建設する案も検討されたが、特に進展はなかった。
結局ヴォーアル島の飛行場を活用することになり、1963年、Sørvágurの2人の住民、Hugo FjørðoyとLars Larsenの主導で民間空港として再開された。2人はアイスランド航空と協力し、DC-3によるレイキャヴィーク-ヴォーアル-ベルゲン-コペンハーゲンとヴォーアル-グラスゴーの路線運航にこぎつけた。このほか、ノルウェーのBjørumflyがオスロへの路線を運航したが、短期間で終了した。1964年にはフェロー航空が設立され、カークウォール（オークニー諸島）経由でコペンハーゲン線を運航した。
空港の使用が本格化すると、施設の規模が不十分で就航機種や運航時期に制約を受ける点が問題となった。アイスランド航空は施設の拡張を主張したが、現在地での拡張には莫大な費用がかかることに加え、山に囲まれた立地条件によりフルILSの運用も実現できないことから、デンマークの航空当局はエストゥロイ島の南側に新空港を建設する案も検討していた。しかし、具体的な進展はなく、ヴォーアル空港の使用が継続された。
コペンハーゲン線はその後もアイスランド航空によって運航が続けられていたが、1970年、空港に着陸進入中のアイスランド航空機が空港西側のミキネス島に墜落、翌1971年にアイスランド航空はコペンハーゲン線の運航を終了した。

### ジェット機の就航

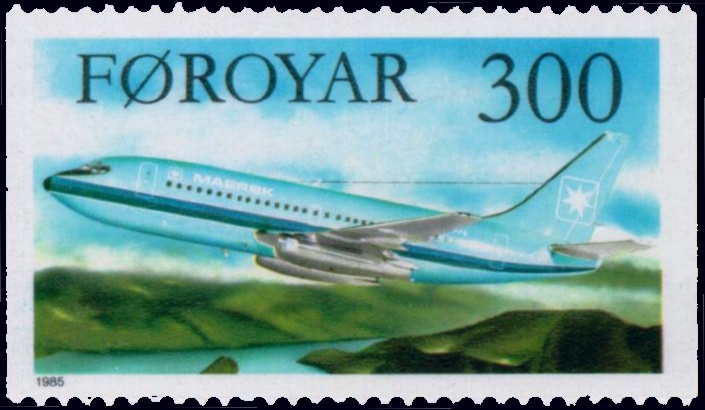
マースク航空機を描いた切手

1971年からは、デンマークの航空会社であるマースク航空がコペンハーゲン線の運航を開始した。同じ年にマースク航空はスカンジナビア航空、Cimber Airとの共同出資でDanair（イギリスの航空会社であるDan-airとは別会社）を設立しており、マースク航空は同社の構成会社の一社として路線を運航した。当初、マースク航空はフォッカー F27機を使用してこの路線を運航していたが、1977年にはボーイング737機が投入され、これがヴォーアル空港におけるジェット機就航の最初の事例となった。

### アトランティック航空の設立
1987年、フェロー諸島自治政府の出資でアトランティック航空が設立され、1988年からコペンハーゲン線の運航を開始した。この路線はマースク航空の既設路線と競合したため、航空運賃が低下した。しかし、2004年にはマースク航空は会社の将来計画に合わないとして、フェロー諸島への路線を取りやめた。2004年末にはデンマークのDanish Air Transportがコペンハーゲン線を運航したが、短期間の運航にとどまった。2006年には新たに民間企業のフェロージェットが航空機1機によりヴォーアル空港からコペンハーゲンへの路線の毎日運航を開始した。しかし、フェロージェットはこの年末に破産し、コペンハーゲン線は再びアトランティック航空の独占に戻った。

### 空港施設の拡張
2007年、戦後はデンマーク当局によって行われてきた空港の管理がフェロー諸島側の管轄に移管され、2008年には空港の運営を担当するP/F Vága Floghavnが設立された。
2009年には、運航上の制約となってきた滑走路長を延長する計画が開始され、2010年には工事が開始された。

## 空港への交通
Strandfaraskip Landsinsが運行する路線バスがトースハウンとの間を結んでいるほか、トースハウンの各ホテルと空港を結ぶバスが運行されている。

## 就航航空会社と就航都市
デンマークなどスカンディナヴィア諸国、アイスランド、イギリスの各方面へ路線が運航されている。このほか、アトランティック・エアウェイズ・ヘリコプターがフェロー諸島内各島へのヘリコプターを運航している。
| 航空会社                       | 就航地 |
| ------------------------------ | --- |
| アトランティック・エアウェイズ | コペンハーゲン、ベルゲン、ビルン、レイキャヴィーク 季節運航:エディンバラ、オールボー、グラン・カナリア、シャンベリ、ハニア、パリ/シャルル・ド・ゴール、バルセロナ、パルマ・デ・マヨルカ、リスボン チャーター便:クリスチャンスン、トロンハイム 季節チャーター便:アリカンテ |
| スカンジナビア航空             | コペンハーゲン |

### 過去の定期・季節運航路線
- オーフス
- オスロ、スタヴァンゲル
- ストックホルム/アーランダ
- アバディーン、エディンバラ、グラスゴー/プレストウィック、カークウォール、サンバラ

## 利用状況
| 年   | 利用客数 | 発着回数 |
| ---- | -------- | -------- |
|      | -        | -        |
|      | -        | -        |
|      | -        | -        |
| 1963 | 946      | -        |
| 1964 | 2,401    | -        |
| 1965 | 2,967    | -        |
| 1966 | 6,483    | -        |
| 1967 | 11,871   | -        |
| 1968 | 14,438   | -        |
| 1969 | 17,665   | -        |
| 1970 | 17,952   | -        |
| 1971 | 21,053   | -        |
| 1972 | 28,778   | -        |
| 1973 | 33,751   | -        |
| 1974 | 36,907   | -        |
| 1975 | 33,304   | -        |
| 1976 | 35,760   | -        |
| 1977 | 42,321   | -        |
| 1978 | 46,525   | -        |
| 1979 | 50,159   | 1,634    |

| 年   | 利用客数 | 発着回数 |
| ---- | -------- | -------- |
| 1980 | 51,107   | 1,760    |
| 1981 | 55,238   | 2,080    |
| 1982 | 55,887   | 1,912    |
| 1983 | 60,150   | 2,064    |
| 1984 | 64,666   | 2,785    |
| 1985 | 71,403   | 3,160    |
| 1986 | 84,675   | 3,125    |
| 1987 | 93,535   | 3,824    |
| 1988 | 108,448  | 4,696    |
| 1989 | 100,251  | 4,393    |
| 1990 | 92,167   | 4,037    |
| 1991 | 90,409   | 3,982    |
| 1992 | 94,319   | 3,948    |
| 1993 | 87,111   | 3,413    |
| 1994 | 90,945   | 3,532    |
| 1995 | 98,947   | 3,713    |
| 1996 | 109,698  | 3,867    |
| 1997 | 117,361  | 4,198    |
| 1998 | 121,847  | 4,014    |
| 1999 | 129,090  | 4,285    |

| 年   | 利用客数 | 発着回数 |
| ---- | -------- | -------- |
| 2000 | 143,208  | 4,821    |
| 2001 | 158,056  | 5,869    |
| 2002 | 156,895  | 5,281    |
| 2003 | 162,917  | 5,217    |
| 2004 | 166,333  | 4,970    |
| 2005 | 181,305  | 5,569    |
| 2006 | 208,254  | 6,579    |
| 2007 | 219,329  | 5,594    |
| 2008 | 221,942  | 5,398    |
| 2009 | 203,662  | 4,870    |
| 2010 | 199,988  | 4,935    |
| 2011 | 203,499  | 4,648    |

## 事件・事故
- 1970年9月26日、悪天候の中をヴォーアル空港に向けて降下していたアイスランド航空のF-27機（機体記号: TF-FIL）が、空港の西側に位置するミキネス島の山に墜落した。
- 1975年1月25日、ヴォーアル空港に着陸したマースク航空のF-27機が接地後に滑走路を逸脱し山に衝突、両翼とギアを破損した。当時、滑走路は凍結していた。
- 1987年7月6日、霧の中をヴォーアル空港に向けて降下していたPartenavia P.68機（機体記号: G-SPOT）が山に激突、墜落した。